# Arsène Lupin détective
Pour les articles homonymes, voir Arsène Lupin (homonymie).
Pour plus de détails, voir Fiche technique et Distribution.
Arsène Lupin détective est un film français réalisé par Henri Diamant-Berger, sorti en 1937.

## Synopsis
Arsène Lupin a créé une agence de détectives, qu'il utilise à des fins pas toujours très licites. Amené à collaborer avec la police pour démasquer un criminel, il se trouve en fait dénoncé par ce dernier. Il parviendra cependant à s'échapper, avec la maîtresse du criminel.

## Fiche technique
- Titre français : Arsène Lupin détective
- Réalisation : Henri Diamant-Berger, assisté par André Michel
- Scénario : Henri Diamant-Berger, d'après le recueil de nouvelles L'Agence Barnett et Cie, de Maurice Leblanc
- Dialogues : Henri Diamant-Berger et Jean Nohain
- Décors : Hugues Laurent et Raymond Druart
- Photographie : Maurice Desfassiaux (en) et André Dantan
- Son : Igor Kalinowski
- Régisseur : Marcel Bryau
- Montage : Marthe Leroux
- Musique : Jean Lenoir
- Production : Henri Diamant-Berger
- Société de production : Le Film d'Art
- Société de distribution : Distribution Parisienne de Films
- Pays d'origine :  France
- Langue originale : français
- Format : Noir et blanc - 35 mm - 1,37:1 - Mono
- Genre : comédie policière
- Durée : 98 minutes
- Date de sortie : France : 29 avril 1937
- Affiche : Roland Coudon (France)

## Distribution
Source : générique & BiFi.fr
- Jules Berry : Barnett, alias Arsène Lupin
- Gabriel Signoret : l'inspecteur Béchoux
- Suzy Prim : Olga Vauban
- Rosine Deréan : Germaine Arnoux
- Mady Berry : Victoire
- Suzanne Dehelly : Émilienne, la dame masquée
- Aimé Simon-Girard : Bobby, le journaliste
- Raymond Aimos : Étienne, l'homme de Barnett
- René Hiéronimus : le gardien de nuit
- René Navarre : l'inspecteur
- Balder : Bobby de la Palette
- Georges Bever : le faux pasteur
- Robert Ozanne : le maître d'hôtel
- Thomy Bourdelle : Cassire
- Abel Jacquin : Brémond
- Serjius : Joseph
- Yvonne Rozille : Suzanne
- Denise Kerny : la voleuse
- Marcelle Monthil : la cuisinière
- Julien : del Preco
- Gilles : Vanier
- Luce Fabiole
- Christiane Ribes
- Gaston Mauger

Non crédités :
- Arlette Stavisky
- Albert Broquin